# Costanana circumaga
Costanana circumaga är en insektsart som beskrevs av Delong och Wolda 1983. Costanana circumaga ingår i släktet Costanana och familjen dvärgstritar. Inga underarter finns listade i Catalogue of Life.